# Johanna van Horne
Johanna van Horne (1320 - 4 juli 1356) was een laatmiddeleeuwse jonkvrouw die van 1345 tot haar dood verschillende heerlijkheden bestuurde.
De ouders van Johanna waren Willem IV van Horne en Oda van Putten en Strijen.
Van haar broer Gerard II van Horne, die sneuvelde in de slag bij Stavoren, erfde ze in 1345 aanzienlijke gebieden, waaronder Horne, Altena, Gaasbeek, Herstal en Strijen. Johanna huwde met Gijsbrecht van Abcoude, heer van Abcoude en Duurstede († na 1366), die haar gebieden iure uxoris bestuurde. Hun kinderen waren:
- Zweder van Abcoude (ca. 1340-1400), heer van Gaasbeek
- Willem van Abcoude (ca. 1345-1407), heer van Duurstede[3]
- Mabelia van Abcoude

In 1353 schonk ze haar oudste zoon Zweder III de heerlijkheid Herstal. De rest van haar domeinen viel hem toe bij Johanna's dood in 1356. Hij kreeg evenwel te maken met haar halfbroers en halfzuster, die Johanna's opvolging van 1345 betwistten omdat ze meenden dat de mannelijke lijn voorrang had moeten krijgen. De partijen legden de zaak voor aan een scheidsgerecht, dat op 2 oktober 1357 Gaasbeek en Loon toewees aan Zweder, terwijl de overige gebieden gingen naar de kinderen uit het tweede huwelijk van Johanna's vader (Horne, Altena, Heeze-Leende, Herstal, Montcornet, Baucignies, Weert, Nederweert, Wessem, Kortessem).